# 阴城
阴城，古地名，位於今湖北省老河口市，這裡古代是阴国屬地，因位于荆山之北而得名。春秋時期，公元前532年陰國被楚國滅掉，西汉时酂县、阴城合併，隋唐時期废酂城郡設立阴城县，属襄阳郡。